# Umma infumosa
Umma infumosa är en trollsländeart som beskrevs av Fraser 1951. Umma infumosa ingår i släktet Umma och familjen jungfrusländor. Inga underarter finns listade i Catalogue of Life.